# برزیتسه
برزیتسه (به چکی: Brzice) یک منطقهٔ مسکونی در جمهوری چک است که در ناحیه ناخود واقع شده‌است.